# 4-Stunden-Rennen von Imola 2025

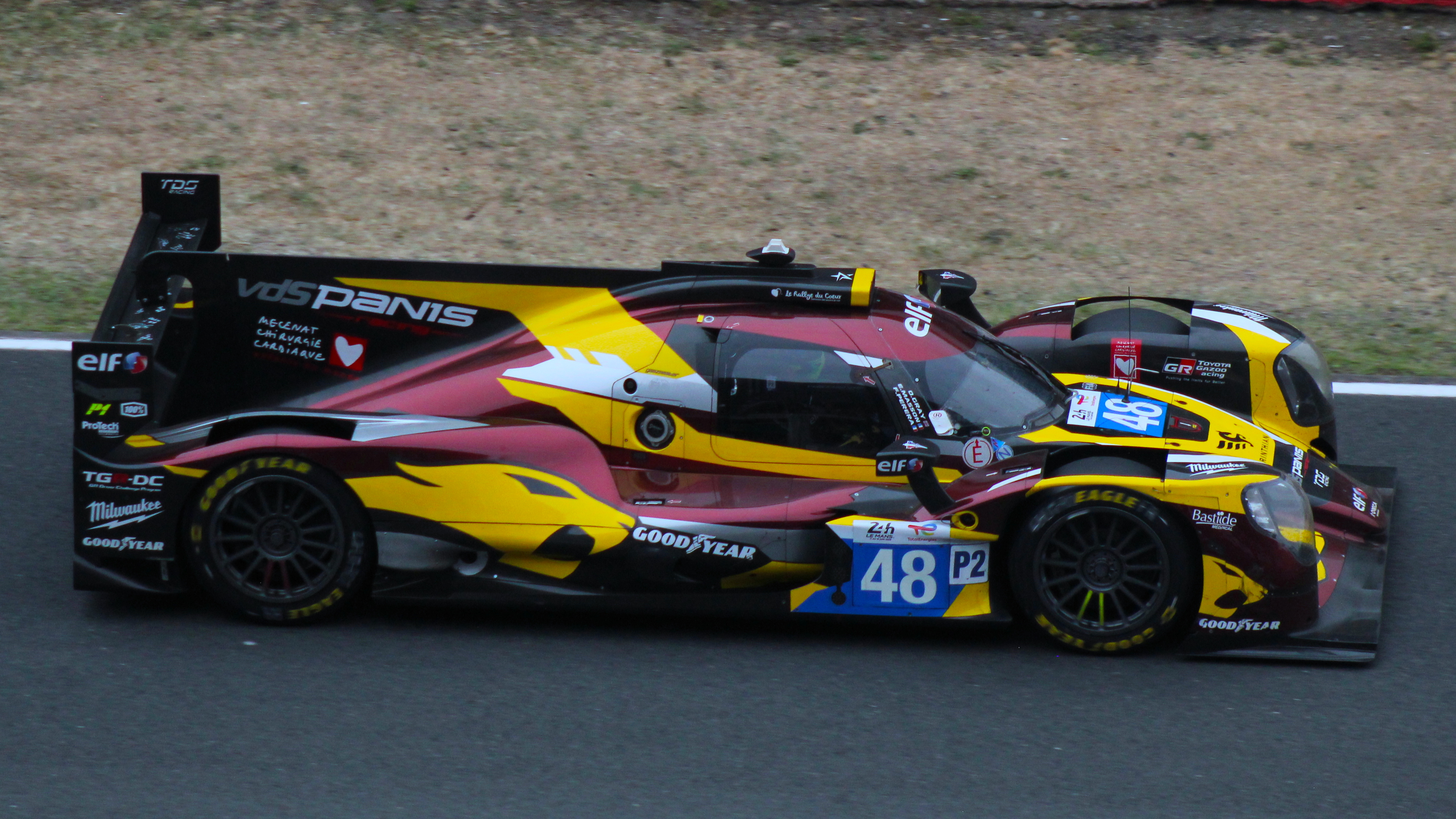
Der siegreiche Panis-Racing-Oreca 07, hier beim 24-Stunden-Rennen von Le Mans 2025

Das 4-Stunden-Rennen von Imola 2025, auch 4 Hours of Imola 2025, fand am 6. Juli auf dem Autodromo Enzo e Dino Ferrari statt und war der dritte Wertungslauf der European Le Mans Series dieses Jahres.

## Das Rennen
Beim 4-Stunden-Rennen von Imola gab es 2025 das dritte Siegertrio in der European Le Mans Series 2025. Das Konzept der Einheitsbauweise der LMP2-Fahrzeuge, repräsentiert durch die eingesetzten Oreca 07, sorgte erneut für einen spannenden Rennverlauf. Nach einer Fahrzeit von 4:22:08,499 Stunden siegten Oliver Gray, Esteban Masson und Charles Milesi im von Olivier Panis gemeldeten Oreca 07.

## Ergebnisse

### Schlussklassement
| 1           | LMP2        | 48 | VDS Panis Racing          | Oliver Gray Esteban Masson Charles Milesi           | Oreca 07                         | 126 |
| 2           | LMP2        | 43 | Inter Europol Competition | Tom Dillmann Jakub Śmiechowski Nick Yelloly         | Oreca 07                         | 126 |
| 3           | LMP2        | 25 | Algarve Pro Racing        | Lorenzo Fluxá Matthias Kaiser Théo Pourchaire       | Oreca 07                         | 107 |
| 4           | LMP2        | 9  | Iron Lynx-Proton          | Matteo Cairoli Macéo Capietto Jonas Ried            | Oreca 07                         | 126 |
| 5           | LMP2        | 47 | CLX Motorsport            | Pipo Derani Manuel Espírito Santo Enzo Fittipaldi   | Oreca 07                         | 125 |
| 6           | LMP2 Pro/Am | 99 | AO by TF Sport            | Dane Cameron Louis Delétraz P. J. Hyett             | Oreca 07                         | 125 |
| 7           | LMP2 Pro/Am | 77 | Proton Competition        | René Binder Giorgio Roda Bent Viscaal               | Oreca 07                         | 125 |
| 8           | LMP2 Pro/Am | 20 | Algarve Pro Racing        | Olli Caldwell Kriton Lendoudis Alex Quinn           | Oreca 07                         | 125 |
| 9           | LMP2 Pro/Am | 29 | TDS Racing                | Mathias Beche Clément Novalak Rodrigo Sales         | Oreca 07                         | 125 |
| 10          | LMP2        | 34 | Inter Europol Competition | Luca Ghiotto Pedro Perino Jean-Baptiste Simmenauer  | Oreca 07                         | 125 |
| 11          | LMP2        | 24 | Nielsen Racing            | Filipe Albuquerque Ferdinand Habsburg Cem Bölükbaşı | Oreca 07                         | 125 |
| 12          | LMP2        | 22 | United Autosports         | Ben Hanley Manuel Maldonado Grégoire Saucy          | Oreca 07                         | 125 |
| 13          | LMP2 Pro/Am | 83 | AF Corse                  | François Perrodo Alessio Rovera Matthieu Vaxivière  | Oreca 07                         | 125 |
| 14          | LMP2        | 30 | Duqueine Team             | Reshad de Gerus Roy Nissany Francesco Simonazzi     | Oreca 07                         | 124 |
| 15          | LMP2        | 37 | CLX Pure Racing           | Tom Blomqvist Aljaksandar Malychin Tristan Vautier  | Oreca 07                         | 123 |
| 16          | LMP2 Pro/Am | 21 | United Autosports         | Oliver Jarvis Marino Satō Daniel Schneider          | Oreca 07                         | 124 |
| 17          | LMP2        | 18 | IDEC Sport                | Jamie Chadwick Mathys Jaubert Daniel Juncadella     | Oreca 07                         | 123 |
| 18          | LMP2 Pro/Am | 3  | DKR Engineering           | Laurents Hörr Georgios Kolovos Thomas Laurent       | Oreca 07                         | 123 |
| 19          | LMP2        | 10 | Vector Sport              | Ryan Cullen Pietro Fittipaldi Vladislav Lomko       | Oreca 07                         | 122 |
| 20          | LMP2 Pro/Am | 27 | Nielsen Racing            | James Allen Sérgio Sette Câmara Anthony Wells       | Oreca 07                         | 122 |
| 21          | LMGT3       | 82 | TF Sport                  | Rui Andrade Charlie Eastwood Hiroshi Koizumi        | Chevrolet Corvette Z06 GT3.R     | 118 |
| 22          | LMGT3       | 74 | Kessel Racing             | Andrew Gilbert Miguel Molina Fran Rueda             | Ferrari 296 GT3                  | 118 |
| 23          | LMGT3       | 55 | Spirit of Race            | Duncan Cameron Matt Griffin David Perel             | Ferrari 296 GT3                  | 118 |
| 24          | LMGT3       | 51 | AF Corse                  | Conrad Laursen Davide Rigon Charles-Henri Samani    | Ferrari 296 GT3                  | 118 |
| 25          | LMGT3       | 60 | Proton Competition        | Matteo Cressoni Alessio Picariello Christian Ried   | Porsche 911 GT3 R LMGT3          | 118 |
| 26          | LMGT3       | 66 | JMW Motorsport            | Gianmaria Bruni Jason Hart Scott Noble              | Ferrari 296 GT3                  | 118 |
| 27          | LMP3        | 17 | CLX Motorsport            | Adrien Closmenil Theodor Jensen Paul Lanchère       | Ligier JS P325                   | 118 |
| 28          | LMP3        | 31 | Racing Spirit of Léman    | Marius Fossard Jean-Ludovic Foubert Jacques Wolff   | Ligier JS P325                   | 116 |
| 29          | LMGT3       | 59 | Racing Spirit of Léman    | Erwan Bastard Valentin Hasse-Clot Clément Mateu     | Aston Martin Vantage AMR GT3 Evo | 116 |
| 30          | LMGT3       | 50 | Richard Mille AF Corse    | Riccardo Agostini Custodio Toledo Lilou Wadoux      | Ferrari 296 GT3                  | 116 |
| 31          | LMGT3       | 85 | Iron Dames                | Sarah Bovy Michelle Gatting Célia Martin            | Porsche 911 GT3 R LMGT3          | 116 |
| 32          | LMP3        | 11 | EuroInternational         | Ian Aguilera Fabien Michal                          | Ligier JS P325                   | 116 |
| 33          | LMP3        | 12 | WTM by Rinaldi Racing     | Torsten Kratz Griffin Peebles Leonard Weiss         | Duqueine D09                     | 115 |
| 34          | LMP3        | 8  | Team Virage               | Rik Koen Daniel Nogales Jacek Zielonka              | Ligier JS P325                   | 115 |
| 35          | LMGT3       | 23 | United Autosports         | Michael Birch Wayne Boyd Garnet Patterson           | McLaren 720S GT3 Evo             | 114 |
| 36          | LMP3        | 35 | Ultimate                  | Jean-Baptiste Lahaye Matthieu Lahaye Louis Stern    | Ligier JS P325                   | 113 |
| 37          | LMP3        | 88 | Inter Europol Competition | Tim Creswick Douwe Dedecker Reece Gold              | Ligier JS P325                   | 112 |
| 38          | LMP3        | 4  | DKR Engineering           | Wyatt Brichacek Mikkel Gaarde Pedersen Antti Rammo  | Ginetta G61-LT-P3 Evo            | 101 |
| Ausgefallen |             |    |                           |                                                     |                                  |     |
| 39          | LMP3        | 68 | M Racing                  | Quentin Antonel Stéphane Tribaudini                 | Ligier JS P325                   | 98  |
| 40          | LMP3        | 15 | RLR MSport                | Nick Adcock Gillian Henrion Michael Jensen          | Ligier JS P325                   | 42  |
| 41          | LMP2        | 28 | IDEC Sport                | Paul-Loup Chatin Paul Lafargue Job van Uitert       | Oreca 07                         | 18  |
| 42          | LMGT3       | 86 | GR Racing                 | Tom Fleming Riccardo Pera Mike Wainwright           | Ferrari 296 GT3                  | 15  |
| 43          | LMGT3       | 63 | Iron Lynx                 | Martin Berry Lorcan Hanafin Fabian Schiller         | Mercedes-AMG GT3 Evo             | 16  |
| 44          | LMGT3       | 57 | Kessel Racing             | Takeshi Kimura Daniel Serra Ben Tuck                | Ferrari 296 GT3                  | 16  |

### Nur in der Meldeliste
Zu diesem Rennen sind keine weiteren Meldungen bekannt.

### Klassensieger
| Klasse      | Fahrer           | Fahrer           | Fahrer          | Fahrzeug                     | Platzierung im Gesamtklassement |
| ----------- | ---------------- | ---------------- | --------------- | ---------------------------- | ------------------------------- |
| LMP2        | Oliver Gray      | Esteban Masson   | Charles Milesi  | Oreca 07                     | Gesamtsieg                      |
| LMP2 Pro/Am | Dane Cameron     | Louis Delétraz   | P. J. Hyett     | Oreca 07                     | Rang 6                          |
| LMP3        | Adrien Closmenil | Theodor Jensen   | Paul Lanchère   | Ligier JS P325               | Rang 27                         |
| LMGT3       | Rui Andrade      | Charlie Eastwood | Hiroshi Koizumi | Chevrolet Corvette Z06 GT3.R | Rang 21                         |

### Renndaten
- Gemeldet: 44
- Gestartet: 44
- Gewertet: 38
- Rennklassen: 4
- Zuschauer: unbekannt
- Wetter am Renntag: warm und trocken
- Streckenlänge: 4,909 km
- Fahrzeit des Siegerteams: 4:22:08,499 Stunden
- Gesamtrunden des Siegerteams: 126
- Gesamtdistanz des Siegerteams: 618,534 km
- Siegerschnitt: 141,572 km/h
- Pole Position:  Théo Pourchaire – Oreca 07 (#25) – 1:37,919
- Schnellste Rennrunde: unbekannt
- Rennserie: 3. Lauf zur European Le Mans Series 2025